# システムソフト・アルファー
システムソフト・アルファー株式会社（英: SystemSoft Alpha Corporation）は、日本の企業。過去にはコンピューター、テレビゲームソフトウェアの企画・開発・販売・輸出入やキャラクター商品の企画・開発等を行っていた。日本コンピュータゲーム協会会員。

## 沿革
1999年4月に有限会社アルファーショックの名称で設立される。資本金は995万円で、25.1%を株式会社システムソフトが出資した。
2001年4月、事業整理を進めるシステムソフトから、システムソフトブランドのゲームソフト事業を譲渡されシステムソフト・アルファーに社名変更した。開発部門も引き継ぎ福岡支社とした。また、システムソフトとの資本関係は解消された。
2020年1月、日本一ソフトウェアの子会社であるシステムソフト・ベータへゲームソフト事業を承継し、コンピュータゲーム事業より撤退した。

## 主なコンピュータゲーム
本項ではシステムソフト時代からの一般向け作品について記述する。アダルトゲームに関してはユニコーン・エー#作品一覧を参照。
- 大戦略シリーズ
  - マスターオブモンスターズシリーズ
  - 現代大戦略シリーズ
  - ブリッツクリーク
  - パンツァーカイル
  - 空軍大戦略
  - 萌え萌え2次大戦(略)
    - 萌え萌え2次大戦（略）3

  - 萌え萌え大戦争☆げんだいばーん
  - 出撃!! 乙女たちの戦場2〜天翔ける衝撃の絆〜
- 上海シリーズ
- ティル・ナ・ノーグシリーズ
- 戦略プロ野球シリーズ
- 天下統一シリーズ
- エアーコンバットシリーズ
- 神王伝説クリスタニア
- 釣道シリーズ
- 太平洋の嵐シリーズ
- 三国志英雄伝
- ホワイトダイアモンド
- 戦闘妖精雪風 〜妖精の舞う空〜
- 17歳 ～My Dear Angel～